# Pazzia (film)
Pazzia (The Dark Past), ridistribuito nel 1959 col titolo All'alba non sarete vivi (Pazzia) e in seguito distribuito in DVD come Pazzia - All'alba non sarete vivi è un film diretto dal regista Rudolph Maté.

## Trama
Al Walker, un criminale che ha recentemente evaso di prigione, e la sua banda, si rifugiano nella casa di campagna del dottor Andrew Collins, uno psichiatra di successo. Mentre i membri della famiglia di Collins e gli amici sono tenuti in ostaggio, Walker, tormentato da incubi ricorrenti, diventa l'oggetto di una strana seduta terapeutica.
Il dottor Collins, calmo e controllato, non si fa intimidire dalle minacce di Walker ma invece inizia a esplorare i suoi incubi e il suo passato tormentato. Walker ha da tempo degli incubi in cui viene perseguitato dalla figura di suo padre e da un complesso di Edipo irrisolto, che viene lentamente svelato attraverso un'analisi delle sue visioni. Betty, la fidanzata di Walker, gli fornisce un piccolo aiuto rivelando al dottore la natura dei suoi sogni. Man mano che l'analisi avanza, Walker inizia a confrontarsi con il lato oscuro di sé stesso, mentre la situazione degli ostaggi diventa sempre più tesa.
La casa di campagna si trasforma così in un vero e proprio campo di battaglia psicologico, dove i confini tra il crimine e la cura si mescolano. Le dinamiche tra il dottore e il criminale diventano un gioco di potere, in cui la consapevolezza e la comprensione della mente umana potrebbero fare la differenza tra la vita e la morte. Mentre la polizia si avvicina alla casa, Walker è costretto a confrontarsi con la realtà del suo passato e a cambiare la sua percezione della violenza.